# Mãe Cotinha de Ieuá
Maria das Mercês dos Santos (Salvador, 18-09-1883|Salvador, 21-06-1948), também conhecida como Mãe Cotinha de Iyewá , foi uma ialorixá da Bahia. Iniciada para Ieuá em junho de 1905 pelo babalorixá pai Antonio de Oxumarê na Casa de Oxumarê. Em 1927 assumiu a direção da casa onde permaneceu por 21 anos até seu falecimento em 1948, sendo, portanto, a primeira mulher a ocupar o maior posto do Terreiro. Seu nome de santo (Oruco) era abiamo, que significa mãe de muitos. Conforme documentos, não existiu antes dela ninguém iniciado para esse orixá.
Antonio de Oxumarê também foi o responsável em implantar o culto ao Orixá Ieuá no Brasil, iniciando Maria das Mercês para esta divindade, sendo que antes dela não havia registro de pessoa iniciada para este Orixá.
Em 1927, Maria das Mercês, conhecida como Mãe Cotinha de Ieuá, ascende à posição máxima no terreiro, fazendo parte do núcleo de mulheres influentes, conhecidas como Negras do Partido Alto, atuava na articulação de defesa e liberdade dos negros. Mãe Cotinha iniciou no candomblé mais de uma centena de filhas de santo, que mais tarde viajaram aos mais diversos Estados e tornaram-se Ialorixás e Babalorixás, ramificando a Casa de Oxumarê pelo país. Mãe Cotinha deu início à era matriarcal na Casa de Oxumarê, tendo como sua sucessora a saudosa Ialorixá Simplícia Brasília da Encarnação.
"Inicia-se uma nova era para a Casa de Oxumarê, que passa a ser protegida pela própria divindade Ieuá. Outro episódio, narrado pelos mais antigos, atesta a força de Ieuá na defesa da Casa de Oxumarê: um grupo de policiais tinha como objetivo invadir a casa e prender os praticantes do culto, oportunidade na qual foram surpreendidos. Ieuá, ao pressentir que a casa estava sendo perseguida, mandou organizar um grande banquete, regado a vinho e aguardente. Quando os policiais entraram na Casa, receberam o convite da própria Ieuá, que já os aguardava em frente à mesa. Diante da melhor comida e bebida, os policiais prontamente aceitaram o convite e, ao fim da refeição, não tinham condições sequer de montar seus cavalos e adormeceram. Ao acordar, a vergonha foi tamanha, que nunca mais ousaram invadir a Casa de Oxumarê."